# 帕爾默灣 (帕爾默地)
71°15′S 61°10′W / 71.250°S 61.167°W
帕爾默灣（英語：Palmer Inlet），是南極洲的海灣，位於帕爾默地東岸，在1940年由美國研究隊發現，以該隊的氣象學家命名，現時由南極條約體系管理。